# 國光客運民雄翻車事故
國光客運民雄翻車事故是於2012年11月24日，由國光客運行駛的一輛從台南開往台中、載有26名乘客的三排座椅大客車758-FG，在下午4時23分行經中山高速公路北上263公里處時，與一部疑似變換車道的自用小客車不慎擦撞，車輛即失控撞壞路邊護欄衝落10公尺邊坡下翻覆，造成車上乘客3人死亡、24人受傷，是國光客運歷年來最嚴重的一起事故，也是台湾國道客運致乘客死亡的事故之一。李姓自用小客車駕駛因涉嫌超車肇禍，被內政部警政署國道公路警察局第四公路警察大隊依《中華民國刑法》過失致死罪移送法辦。若國光客運有事故責任，每名死亡乘客可獲得理賠最多新台幣2千萬元。依2013年8月27日交通部公路總局發布的近五年大客車事故統計資料，國光客運營運車輛數1093輛、經營路線數93條、交通事故19件、死傷人數6死115傷。

## 審判
2014年11月28日，臺灣嘉義地方法院一審宣判，李姓小客車駕駛犯《中華民國刑法》過失致死罪，處有期徒刑一年兩個月。法院認為，李姓駕駛分心查看車上儀錶板旁之時間顯示器，導致逐漸往右偏移侵入外側車道，右側車身擦撞同向右前方、由歐姓司機所駕駛之國光客運左後車尾，引發兩車發生碰撞並且造成事故。
2015年6月25日，臺灣高等法院臺南分院撤銷一審原判，李姓駕駛因與所有告訴人及被害人達成和解，改判處有期徒刑一年，緩刑三年，並至指定之政府機關、政府機構、行政法人、社區或其他符合公益目的之機構或團體提供60小時之義務勞務；緩刑期間，付保護管束。